# Verso la gioia
Verso la gioia (Till glädje) è un film diretto da Ingmar Bergman, realizzato nel 1949 per la Svensk Filmindustri.

## Trama
Un violinista che per lo scoppio di una stufa a carbone ha perso la moglie ripercorre con la memoria il suo passato, ricordando tutte le illusioni, le delusioni e i ripensamenti e soprattutto il fallimento del suo matrimonio che ha coinciso con il suo fallimento artistico.

## La critica
Il film, che è stato sottovalutato dalla critica, viene esaltato nel saggio da Jean-Luc Godard in un confronto che egli fa tra Bergman e Visconti: "È sublime il momento in cui, nelle Notti bianche, la neve cade a larghe falde attorno alla barca di Maria Schell e Marcello Mastroianni! Ma questo sublime non è nulla a confronto del vecchio direttore d'orchestra di Verso la gioia che, steso sull'erba, guarda Stig Olin osservare pieno d'amore Maj-Britt Nilsson sulla sedia a sdraio e pensa: "Come descrivere uno spettacolo così bello!"